# N888 (België)
De N888 is een gewestweg in de provincie Luxemburg. De route verbindt de N856 bij Hollogne met de N833 bij La Roche-en-Ardenne. De route heeft een lengte van ongeveer 14 kilometer.
De route begint op een kruising met de N856, vlak bij de af- en toeritten van de N856 naar de N4 toe. De weg krijgt in de deelgemeente Roy de naam Rue de la Roche. Aan de oevers van de Ourthe, op het grondgebied van La Roche-en Ardenne, eindigt de weg op het kruispunt met de N833.

## Plaatsen langs de N888
- Hollogne
- Grimbiémont
- Lignières